# Срђан Вербић
Срђан Вербић (1970, Горњи Милановац) је српски физичар, просветни радник и министар просвете Србије (2014–2016).

## Живот
Дипломирао теоријску физику на Универзитету у Београду. Године 2001. магистрирао је тезом о вештачкој интелигенцији, а 2014. докторирао тезом о тестовима процене знања коју је одбранио на алма матер. Радио је као руководилац научног програма физике у Научном центру Петница. Од 2003. године учествује у ПИСА истраживачком пројекту. Од 2005. године повезан је са Стручним заводом за квалитет образовања (Завод за вредновање квалитета образовања и васпитања), у почетку као координатор, а од 2013. као директор истраживачког центра. Аутор школских уџбеника из физике и покретач пројеката популаризације науке.
У априлу 2014. године, на препоруку Српске напредне странке, ступио је на дужност министра просвете, науке и технолошког развоја у Влади Александра Вучића. На овој функцији је био до августа 2016.